# Zodariellum bekuzini
Zodariellum bekuzini là một loài nhện trong họ Zodariidae.
Loài này thuộc chi Zodariellum. Zodariellum bekuzini được Nenilin miêu tả năm 1985.